# České malířství 1. poloviny 20. století
České malířství 1. poloviny 20. století má mnoho podob. Nejvíce se ale vyznačuje uměleckými skupinami jako jsou Osma, SVU, Tvrdošíjní, Umělecká beseda , Surrealistická skupina anebo Skupina RA.

## Osma
Osma byla skupina osmi malířů:
- Emil Filla
- Otakar Kubín
- Bohumil Kubišta
- Antonín Procházka
- Emil Artur Pittermann
- Max Horb
- Bedřich Feigl
- Willi Nowak

Manifestačně se přihlásili dvěma výstavami v roce 1907 a 1908 k evropskému umění a to hlavně k expresionismu a fauvismu. Umělecké cíle v dané době směřovaly k původním zdrojům a osobnostem evropského umění ( například Vincent Van Gogh, Edvard Munch, Paul Cézanne,...).
Obě výstavy Osmy vstoupily do vývoje českého umění jako zásadní předěl →→ oddělení umělecké scény na avantgardu a tradiční výtvarný projev. Po druhé výstavě se jejich tvorba začala rozlišovat.
OSMA zanikla se vstupem jejich členů do SVU.

## SVU → Skupina výtvarných umělců
Tato skupina byla založena roku 1911. Jejími hlavními představiteli jsou Emil Filla, Vincenc Beneš, Otakar Kubín, Antonín Procházka, Ladislav Šíma, Vlastislav Hofman, architekt Josef Chochol, architekt Pavel Janák, Antonín Matějček. Později se přidali sochař Otto Gutfreund, Josef Čapek, architekt Josef Gočár,...
Tito představitelé zastávali především expresionistické a kubistické východisko.
V letech 1912-1914 vystavovali na šesti výstavách. Skupina vydávala časopis Umělecký měsíčník, který řídil Josef Čapek.
Členové SVU
- Emil Filla, který zprvu maloval žánrové obrazy ve stylu kubistického expresionismu. Poté tvořil tzv. figurální tvorbu a to ve 20. letech. Ve 30. letech se věnoval tématům zvířecích i lidských bojů a zápasům, které vyjadřovaly sílící ohrožení Evropy nacisty. Roku 1939 byl zatčen a uvězněn v koncentračním táboře v Buchenwaldu. Vrátil se roku 1945 s podlomeným zdravím. Od počátků 50. let tvořil barevným tušem krajinomalby na motivy Českého středohoří.

Maloval též obraz jako například programní obraz Čtenář Dostojevského, Dvě ženy, Zápas koně se lvem, Zápas lva s býkem, Zátiší se zlatými rybkami.
- Antonín Procházka, u kterého převládaly obrazy zátiší jako jsou Zátiší s květinami, Zátiší na stole, Zátiší s černou kávou. Maloval také lidské postavy a to hlavně ženy a dívky - Žena s kvítkem nebo obrazy lidských povolání - Voják, Zpěvák.
- Vincenc Beneš, který se odklonil od kubismu a vrátil se k realismu a k zachycování zážitků z přírody a ze života - Vojens k pohřeb, Tramvaj č.4. Navázal na tradici krajinomalby Antonína Slavíčka.
- Willi Nowak, který se věnoval malířské technice s těkavými barevnými skvrnami (impresionistického charakteru). Maloval krajinářské motivy i portréty - Labská krajina, Harlekýn, přítelkyně.
- Bohumil Kubišta, který se nejdříve orientoval na expresionismus a vztah k symbolice barev inspirované Edvardem Munchem jako jsou Modrý autoportrét. Později se orientoval na kuboexpresionismus - Zátiší s nálevkou, Kuřák. Používal futuristické prvky, které mu umožňovaly vyjádřit dynamický děj - Vlak v horách.

Díla: obrazy se symbolistickými prvky jako je například Polibek smrti.
- Otakar Kubín byl nejdříve ovlivněn Vincent Van Goghem, Paul Gauguinem, fauvismem - Music Hall Bobino, Žně v Boskovicích.

Po 1. světové válce používal vlastní styl jako je smyslové chápání barvy, tématem jsou zátiší, figurální scény, krajiny.
Díla: Kytice ve váze, Krajina z Provence, Ohyb cesty .

## Tvrdošíjní
Je to skupina malířů, kteří nemuseli na frontu nebo se z války vrátili. Poprvé se představili roku 1918. Tato skupina je sdružení umělců vytvořené na jedné straně z kuboexpresionistické avantgardy jako jsou Josef Čapek, Václav Špála a na straně druhé konzervativnější bývalí členové skupiny Sursum jako jsou Jan Zrzavý a Rudolf Kremlička.
Skupina pravidelně vystavovala až do roku 1921.
- Josef Čapek byl už před 1. světovou válkou ovlivněn fauvismem, expresionismem a kubismem.

V dalších letech šla jeho tvorba dvěma směry a to krajinné a dětské motivy. Tyto motivy byly dekorativně hravé, expresivní a velkorysé.
Díla: Děti s fialkami, Zlé svědomí, Piják, Kolovrátkář.
- Václav Špála byl před 1. světovou válkou ovlivněn fauvismem, expresionismem a kubismem (motivy pradlen a koupajících se žen - Pradlena). Od 20. let se věnoval výhradně krajinomalbě a zátiší- Na řece Otavě, Na Otavě před bouří.
- Jan Zrzavý ve 20. letech cestoval do Paříže a do Bretaně, kde maloval krajin jako lineární siluety- Náves v Kermelu, Bretagne. Od 30. let kultivoval skvrnovou nebo šerosvitovou malbu s jemnými liniemi. Ilustroval Máchův Máj a Erbenovu Kytici.
- Rudolf Kremlička maloval realistické žánrové obrazy. Pod Claud Monetovým vlivem maloval figurální obrazy, krajiny a zátiší. Na začátku 20. let se přiklonil k nonoklasicismu. Maloval obrazy ženských aktů a tanečnic.

Díla: Děvče v bílém živůtku, Česající se žena, Před zrcadlem.

## Umělecká beseda
Umělecká beseda je spolek, který v letech 1863 - 1951 sdružoval umělce usilující o rozvoj českého umění a kultury organizováním uměleckého života, pořádáním kulturních akcí, plesů, výstav, přednášek a vydáváním knih a časopisů.
V této skupině existovaly dva názorově odlišné okruhy:
- Malíři domova (venkovský proud) a tam patří například Václav Rabas, Vlastimil Rada a Vojtěch Sedláček.
- Levé křídlo (městské křídlo, sociální umění) kam patří například Karel Holan, Miloslav Holý, Pravoslav Kotík a sochař Karel Kotrba.
- Václav Rabas je známy tím, že měl velkou vazbu na českou krajinářskou tradici, kde byly obrazy krajin monumentálně komponované a barevně působivé. V počátcích tvorby se objevovaly sociální motivy - Ze šichty,

krajinomalby - Navečer v podzimní krajině, Tání.
- Vlastimil Rada maloval hlavně krajiny, které byly nejdříve barevně jasné, ale později se vrátil k realistickým tendencím - Krajina v zimě, Chalupy.
- Vojtěch Sedláček celou tvorbu zasvětil české krajinné poznamenané lidskou práci. Přírodu ztvárňuje v koloběhu ročních období - Shrabování sena, V zimě.
- Miloslav Holý - námětem jeho děl je život prostých lidí na proletářských předměstích Prahy - Jednoruký zmrzlinář, Vdova.
- Karel Holan zobrazuje ve svých dílech život prostého člověka, téma neštěstí a zločinu - Ambulance, Olšany.
- Pravoslav Kotík zobrazoval člověka ve složité sociální struktuře - Prostitutka, Žebrák

## Surrealistická skupina
Tato skupina byla založena roku 1934. Při tomto vzniku se sešli malíři, kteří náleželi do okruhu poetického Devětsilu. Teoretikem této nové skupiny byl Karel Teige.
- Josef Šíma - jeho dílo je pokus o obnovení přirozených vazeb člověka k přírodě a vesmíru. Ve 20. letech - přeludné imaginace krajiny, které mají tvar vejce, vznášející se torza a mají záhadné beztvaré skvrny. V 50. letech se věnuje lyrickým krajinám.

Díla: Le Havre, Odpoutaný strom, Pád Ikarův.
- František Muzika do výtvarného života vstoupil s Devětsilem, poetickými obrazy krajiny a figurálních scén. Na konci 20. let kladl důraz na lyrický kubismus. Ve 30. letech byla jeho imaginativní malba blízká surrealismu (realizace vnitřních fantazijních představ).

Díla: cyklus Z českého ráje, Velké rekviem.
- Karel Teige jako hlavní teoretik surrealistické skupiny obhajoval právo umělce na svobodu projevu. Vytvořil spousty koláží.
- Jindřich Štýrský se představil kubistickými obrazy a obrazovými básněmi, které ho přivedli na dvě cesty:
- Nefigurativní tvorba a barevný lyrismus
- Volné asociace, které ho přivedli k surrealismu. Obě tyto cesty spojil do jednoho nového stylu a tím je Artificialismus.

Díla: Milenci, Kávová panenka.
- Toyen( Marie Čermínová ) tvořila obrazy z cirkusového prostředí. Vypracovala s Jindřichem Štýrským nový styl Artificialismus. Malovala také válečné dílo, ale pod vlivem magického realismu - cykly Střelnice, Schovej se válko.

Díla: Larvy, Přízraky pouště.

## Skupina RA
Skupina RA vznikla roku 1943. U jejího zrodu stál Václav Zykmund. Dostala název podle Rakovníku, kde Zykmund studoval. Na formování skupiny se podíleli malíři Bohdan Lacina, Josef Istler, Václav Tikal.
- Václav Zykmund byl zpočátku ovlivněn Pablem Picassem, ale potom našel zalíbení v expresivní malbě. Později vytvářel abstraktní obrazy a koláže .
- Bohdan Lacina měl ve 30. letech vlivy expresionismu. Za války tvořil volné kompozice svých básnických představ inspirované přírodou, lidmi a věcmi. Po válce se inspiroval hudebními nástroji - série Píšťal, Varhan.
- Josef Istler maloval fantaskní a abstraktní obrazy, které připomínali anatomické figury - Postava, ptáky - Strach nebo podoby žen - Civilizace. Zabýval se i grafikou.
- Václav Tikal za války vyjadřoval fantazijní představy, vize krutosti a pocity zoufalství - Invaze války. Po válce zobrazoval fantastický svět bezúčelných mechanismů a přístrojů - Létající loď.